# Eufrosina de Kiev
Eufrosina o Fruzina (1130-1193), reina consorte de Hungría, esposa del rey Geza II de Hungría.

## Biografía

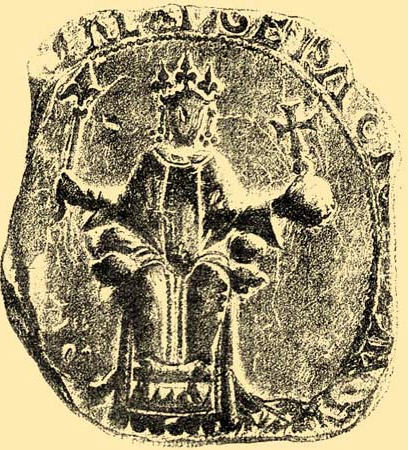
Moneda del rey Géza II de Hungría

Era hija del Gran Príncipe Mstislav I de Kiev y su segunda esposa, una noble de Novgorod llamada Liubava.
En 1146 el gobernador Belos pidió la mano de Eufrosina para el joven rey húngaro Géza II de Hungría de 16 años de edad, para que se debilitasen y eventualmente frustrasen las ambiciones del pretendiente al trono húngaro, el príncipe Boris, hijo de la repudiada reina consorte Eufemia de Kiev. El matrimonio entre Géza II y Eufrosina se celebró en dicho año de 1146 y la princesa se mudó a Hungría. Del matrimonio de la pareja real nacieron 8 hijos, entre los cuales destacan: Esteban III de Hungría en 1147, Béla III de Hungría en 1148, el príncipe Géza en 1151 y varias hijas.
Como reina consorte húngara, Eufrosina ejerció mucha influencia en su esposo Géza II, consiguiendo que el rey húngaro asistiese militarmente en muchas ocasiones a su cuñado Iziaslav II de Kiev en enfrentamientos contra los checos. Sin embargo, tras la muerte de Géza II en 1162, Eufrosina gobernó como regente de su pequeño hijo Esteban III. Cuando los ejércitos del emperador bizantino Manuel I Comneno arribaron a suelo húngaro con Ladislao II de Hungría, el hermano del fallecido Géza II, y éste fuera coronado, Eufrosina huyó con sus hijos primero a Bratislava y luego a Viena, cayendo el reino húngaro en manos de Ladislao II.
En su estadía en Viena, Eufrosina estableció pronto nuevos contactos con la nobleza germánica y logró que el duque de Austria Enrique II comprometiese en matrimonio a su hija Inés de Babenberg con el joven Esteban III, matrimonio que se celebró en 1166.
Tras el asesinato de Ladislao II, su hermano Esteban IV de Hungría subió al trono en 1163 y luego de una serie de largas guerras, Esteban III recuperó el trono en 1165. Durante el reinado de su hijo, Eufrosina vivió tranquila y calladamente en la corte real húngara. Sin embargo, en 1172 murió repentinamente Esteban III, y su hermano menor Béla III de Hungría fue llamado de regreso al reino húngaro desde Constantinopla para ocupar el trono. Béla III había sido entregado por su hermano mayor, el rey Esteban III, al emperador bizantino Manuel I Comneno como parte del tratado de paz firmado en 1163.
Así pues, en la primavera de 1172 Béla III llegó a Hungría, encontrándose con que no era del todo bien recibido en la corte húngara por sus contactos estrechos con el Imperio Bizantino. Incluso Eufrosina se le enfrentó y en su lugar quiso colocar en el trono a su hijo menor el príncipe Géza. Ante esto Béla III encerró a su hermano menor, después de que este se alzase contra él, y arrestó a su propia madre, la reina Eufrosina, quien abandonó el reino y se fue al exilio a Tierra Santa con su hija menor Margarita. La reina consorte murió en 1193 y posteriormente sus restos mortales fueron traídos a Hungría y enterrados en un claustro en Székesfehérvár.